# Victoria Bosio
Victoria Bosio  nacida el 3 de octubre de 1994 en Venado Tuerto, es una tenista argentina.

## Trayectoria
Bosio ha ganado cuatro títulos individuales y diez dobles en el Circuito Femenino de la ITF.
El 17 de diciembre de 2018, alcanzó su mejor clasificación individual en el puesto 308 del mundo. El 7 de marzo de 2022, alcanzó el puesto 284 en el ranking de dobles de la WTA.
Jugando para el equipo de Argentina Fed Cup, Bosio tiene un récord de victorias y derrotas de 4-5.

## Finales del Circuito ITF

### Individuales: 20 (4 títulos, 16 subcampeonatos)
| Premios                |
| ---------------------- |
| torneos de USD 100,000 |
| torneos de USD 80,000  |
| torneos de USD 60,000  |
| torneos de USD 25,000  |
| torneos de USD 15,000  |
| torneos de USD 10,000  |

| Finales por superficie |
| ---------------------- |
| Dura (1–3)             |
| Arcilla (3–12)         |
| Césped (0–0)           |
| Alfombra (0–1)         |

| Resultado | V–P  | Fecha          | Torneo                          | Nivel  | Superficie | Adversario              | Puntaje       |
| --------- | ---- | -------------- | ------------------------------- | ------ | ---------- | ----------------------- | ------------- |
| Pérdida   | 0–1  | Abril 2012     | ITF Villa del Dique, Argentina  | 10,000 | Arcilla    | Daniela Seguel          | 5–7, 1–6      |
| Victoria  | 1–1  | Marzo 2014     | ITF Ribeirão Preto, Brasil      | 10,000 | Arcilla    | Gabriela Cé             | 6–0, 7–5      |
| Pérdida   | 1–2  | Junio 2014     | ITF Campos do Jordão, Brasil    | 15,000 | Dura       | Laura Pigossi           | 6–4, 1–6, 6–7 |
| Victoria  | 2–2  | Noviembre 2014 | ITF Bogotá, Colombia            | 10,000 | Arcilla    | Andrea Koch Benvenuto   | 7–6, 6–1      |
| Victoria  | 3–2  | Diciembre 2014 | ITF Bogotá, Colombia            | 10,000 | Dura       | Anna Brogan             | 1–6, 6–0, 6–1 |
| Pérdida   | 3–3  | Enero 2015     | ITF Saint Martin, Francia       | 10,000 | Dura       | Usue Maitane Arconada   | 5–7, 6–3, 1–6 |
| Pérdida   | 3–4  | Marzo 2015     | ITF São José dos Campos, Brasil | 10,000 | Arcilla    | Nadia Podoroska         | 7–6, 6–7, 3–6 |
| Pérdida   | 3–5  | Noviembre 2015 | ITF Caracas, Venezuela          | 10,000 | Dura       | Catalina Pella          | 6–3, 4–6, 0–6 |
| Pérdida   | 3–6  | Noviembre 2015 | ITF Pereira, Colombia           | 10,000 | Arcilla    | Laura Pigossi           | 7–5, 0–6, 2–6 |
| Victoria  | 4–6  | Junio 2016     | ITF Buenos Aires, Argentina     | 10,000 | Arcilla    | Martina Capurro Taborda | 6–0, 6–2      |
| Pérdida   | 4–7  | Junio 2016     | ITF Oeiras, Portugal            | 10,000 | Arcilla    | Angelica Moratelli      | 4–6, 2–6      |
| Pérdida   | 4–8  | Junio 2016     | ITF Cantanhede, Portugal        | 10,000 | Carpeta    | Sinéad Lohan            | 3–6, 5–7      |
| Pérdida   | 4–9  | Diciembre 2016 | ITF La Paz, Bolivia             | 10,000 | Arcilla    | Victoria Rodríguez      | 1–6, 6–7      |
| Pérdida   | 4–10 | Junio 2017     | ITF Villa del Dique, Argentina  | 15,000 | Arcilla    | Quinn Gleason           | 7–6, 3–6, 2–6 |
| Pérdida   | 4–11 | Agosto 2017    | ITF Bucharest, Rumania          | 15,000 | Arcilla    | Gabriela Talabă         | 5–7, 4–6      |
| Pérdida   | 4–12 | Marzo 2018     | ITF São José dos Campos, Brasil | 15,000 | Arcilla    | María Lourdes Carlé     | 5–7, 6–1, 2–6 |
| Pérdida   | 4–13 | Abril 2018     | ITF Villa Dolores, Argentina    | 15,000 | Arcilla    | Francesca Jones         | 6–4, 4–6, 2–6 |
| Pérdida   | 4–14 | Agosto 2018    | Warsaw Open, Polonia            | 25,000 | Arcilla    | Olga Ianchuk            | 3–6, 6–4, 3–6 |
| Pérdida   | 4–15 | Agosto 2019    | ITF Santa Cruz, Bolivia         | 15,000 | Arcilla    | Jazmín Ortenzi          | 3–6, 2–6      |
| Pérdida   | 4–16 | Noviembre 2019 | ITF Santiago, Chile             | 60,000 | Arcilla    | Elisabetta Cocciaretto  | 3–6, 4–6      |

### Dobles: 30 (10 títulos, 20 subcampeonatos)
| Premios                |
| ---------------------- |
| torneos de USD 100,000 |
| torneos de USD 80,000  |
| torneos de USD 60,000  |
| torneos de USD 25,000  |
| torneos de USD 15,000  |
| torneos de USD 10,000  |

| Finales por superficie |
| ---------------------- |
| Dura (1–3)             |
| Arcilla (9–14)         |
| Césped (0–0)           |
| Alfombra (0–0)         |

| Result.  | V–P   | Fecha           | Torneo                                 | Nivel  | Superficie | Compañera              | Adversarios                                 | Puntaje           |
| -------- | ----- | --------------- | -------------------------------------- | ------ | ---------- | ---------------------- | ------------------------------------------- | ----------------- |
| Victoria | 1–0   | Septiembre 2012 | ITF Villa Allende, Argentina           | 10,000 | Arcilla    | Catalina Pella         | Andrea Benítez Luciana Sarmenti             | 7–6, 6–7, [10–7]  |
| Victoria | 2–0   | Noviembre 2012  | ITF Temuco, Chile                      | 10,000 | Arcilla    | Daniela Seguel         | Sachie Ishizu Daniela Schippers             | 6–4, 6–2          |
| Pérdida  | 2–1   | Abril 2013      | ITF Villa Allende, Argentina           | 10,000 | Arcilla    | Aranza Salut           | Sara Gimenez Montserrat González            | 4–6, 0–6          |
| Pérdida  | 2–2   | Mayo 2013       | ITF Villa María, Argentina             | 10,000 | Arcilla    | Aranza Salut           | Ana Sofía Sánchez Camila Silva              | 1–6, 2–6          |
| Pérdida  | 2–3   | Junio 2013      | ITF Quintana Roo, México               | 10,000 | Dura       | Montserrat González    | Macall Harkins Zoë Gwen Scandalis           | 4–6, 6–3, [6–10]  |
| Victoria | 3–3   | Julio 2013      | ITF São José dos Campos, Brasil        | 10,000 | Arcilla    | Daniela Schippers      | Laura Pigossi Carolina Zeballos             | 7–5, 6–4          |
| Pérdida  | 3–4   | Septiembre 2013 | ITF Asunción, Paraguay                 | 10,000 | Arcilla    | Fernanda Brito         | Carla Bruzzesi Avella Carolina Zeballos     | 1–6, 3–6          |
| Pérdida  | 3–5   | Junio 2014      | ITF Campos do Jordão, Brasil           | 15,000 | Dura       | Ana Clara Duarte       | Laura Pigossi Nathália Rossi                | 4–6, 2–6          |
| Pérdida  | 3–6   | Octubre 2014    | ITF Lima, Perú                         | 10,000 | Arcilla    | Francesca Segarelli    | Fernanda Brito Eduarda Piai                 | 6–4, 6–7, [6–10]  |
| Victoria | 4–6   | Octubre 2014    | ITF Pereira, Colombia                  | 10,000 | Arcilla    | Brandy Mina            | Ana Madcur Nathália Rossi                   | 7–6, 6–4          |
| Pérdida  | 4–7   | Noviembre 2014  | ITF Bogotá, Colombia                   | 10,000 | Arcilla    | Daniella Roldan        | Anna Brogan María Fernanda Herazo           | 7–5, 4–6, [7–10]  |
| Pérdida  | 4–8   | Diciembre 2014  | ITF Bogotá, Colombia                   | 10,000 | Dura       | Daniella Roldan        | Melina Ferrero Carla Lucero                 | 4–6, 6–3, [10–12] |
| Victoria | 5–8   | Marzo 2015      | ITF São José dos Campos, Brasil        | 10,000 | Arcilla    | Carolina Alves         | Gabriela Cé Laura Pigossi                   | 7–6, 6–4          |
| Pérdida  | 5–9   | Junio 2016      | ITF Oeiras, Portugal                   | 10,000 | Arcilla    | Carolina Alves         | Andrea Ka Laëtitia Sarrazin                 | 6–4, 5–7, [3–10]  |
| Victoria | 6–9   | Diciembre 2016  | ITF La Paz, Bolivia                    | 10,000 | Arcilla    | Victoria Rodríguez     | Stephanie Nemtsova Thaisa Grana Pedretti    | 7–6, 6–4          |
| Pérdida  | 6–10  | Diciembre 2016  | ITF Santa Cruz, Bolivia                | 10,000 | Arcilla    | Victoria Rodríguez     | Fernanda Brito Camila Giangreco Campiz      | 2–6, 5–7          |
| Pérdida  | 6–11  | Abril 2017      | ITF São José dos Campos, Brasil        | 15,000 | Arcilla    | Julieta Lara Estable   | Gabriela Cé Thaisa Grana Pedretti           | 2–6, 5–7          |
| Pérdida  | 6–12  | Agosto 2017     | ITF Las Palmas, España                 | 15,000 | Arcilla    | Kana Daniel            | Fatma Al-Nabhani Arabela Fernández Rabener  | 6–2, 5–7, [5–10]  |
| Pérdida  | 6–13  | Septiembre 2017 | ITF Hammamet, Túnez                    | 15,000 | Arcilla    | María Fernanda Herazo  | Inès Ibbou Isabella Tcherkes Zade           | 1–6, 4–6          |
| Victoria | 7–13  | Septiembre 2017 | ITF Hammamet, Túnez                    | 15,000 | Arcilla    | María Fernanda Herazo  | Lara Salden Chelsea Vanhoutte               | 6–4, 6–3          |
| Victoria | 8–13  | Diciembre 2017  | ITF Santa Cruz, Bolivia                | 15,000 | Arcilla    | Stephanie Mariel Petit | Fernanda Brito Camila Giangreco Campiz      | 7–5, 2–6, [10–8]  |
| Pérdida  | 8–14  | Abril 2018      | ITF Villa Dolores, Argentina           | 15,000 | Arcilla    | Julieta Lara Estable   | Bárbara Gatica Rebeca Pereira               | 2–6, 4–6          |
| Pérdida  | 8–15  | Octubre 2019    | ITF Cúcuta, Colombia                   | 25,000 | Arcilla    | Emiliana Arango        | Carolina Alves Renata Zarazúa               | 1–6, ret.         |
| Victoria | 9–15  | Enero 2021      | ITF Antalya, Turquía                   | 15,000 | Arcilla    | Gabriela Cé            | Miyu Kato Haine Ogata                       | 6–4, 6–3          |
| Pérdida  | 9–16  | Abril 2021      | ITF Villa María, Argentina             | 25,000 | Arcilla    | María Lourdes Carlé    | Valentini Grammatikopoulou Richèl Hogenkamp | 2–6, 2–6          |
| Victoria | 10–16 | Mayo 2021       | ITF Santa Margarita de Montbuy, España | 15,000 | Dura       | Justina Mikulskytė     | Celia Cerviño Ruiz Olivia Nicholls          | 4–6, 6–1, [10–7]  |
| Pérdida  | 10–17 | Julio 2021      | Telavi Open, Georgia                   | 25,000 | Arcilla    | Angelica Moratelli     | Lina Gjorcheska Valeriya Strakhova          | 6–4, 4–6, [5–10]  |
| Pérdida  | 10–18 | Julio 2021      | Telavi Open, Georgia                   | 25,000 | Arcilla    | Angelica Moratelli     | Eva Vedder Stéphanie Visscher               | 6–3, 4–6, [11–13] |
| Pérdida  | 10–19 | Agosto 2021     | ITF Pescara, Italia                    | 25,000 | Arcilla    | Angelica Moratelli     | Cristina Dinu Ioana Loredana Roșca          | 2–6, 7–5, [3–10]  |
| Pérdida  | 10–20 | Octubre 2021    | ITF Piracicaba, Brasil                 | 15,000 | Arcilla    | Fernanda Astete        | Sabastiani León Luisa Meyer auf der Heide   | 2–6, 0–3 ret.     |

## Copa Federación 2014 (World Group  Play-offs)

### Dobles
| Edición              | Fecha               | Ubicación    | Contra | Superficie | Compañera       | Adversarios                      | V/P | Puntaje  |
| -------------------- | ------------------- | ------------ | ------ | ---------- | --------------- | -------------------------------- | --- | -------- |
| Copa Federación 2014 | 20 de abril de 2014 | Sochi, Rusia | Rusia  | Arcilla    | Nadia Podoroska | Valeria Soloviova Yelena Vesniná | P   | 2–6, 1–6 |

## Videos
- Entrevista a Victoria Bosio en YouTube., (en español)
- Nota a Victoria Bosio en YouTube., (en español)
- Entrevista con Victoria Bosio (WTA // Argentina) en YouTube., (en español)
- Nota Victoria Bosio - Óbidos, Portugal en YouTube., (en español)

## Redes sociales
- Twitter

- Instagram

- Datos: Q16492404